# Брице, Анете
Анете Брице (латыш. Anete Brice; 13 ноября 1991 года, Рига) — латвийская лыжница и биатлонистка, участница Олимпийских игр в Ванкувере. Дочь биатлонистов Илмарса Брициса и Анджелы Брице.

## Карьера лыжницы
В Кубке мира Брице не выступала. Участвовала в ряде этапов Кубка Скандинавии, в сезоне 2008/09 заняла 92-е место в общем итоговом зачёте.
На Олимпиаде-2010 в Ванкувере заняла 69-е место в гонке на 10 км свободным стилем.
На чемпионате мира 2009 года в Либереце была 78-й в спринте.

## Карьера биатлонистки
В Кубке мира не поднималась выше 79-го места и кубковых очков не завоёвывала. В сезоне 2011/12 бежала на этапе Кубка мира в смешанной эстафете вместе со своим отцом, что является уникальным случаем в биатлоне.
Принимала участие в двух чемпионатах мира, лучший результат в личных гонках 92-е место в индивидуальной гонке на чемпионате мира 2011 года.
Завершила карьеру в сезоне 2011/2012 годов.